# Meister des Fischener Vesperbildes

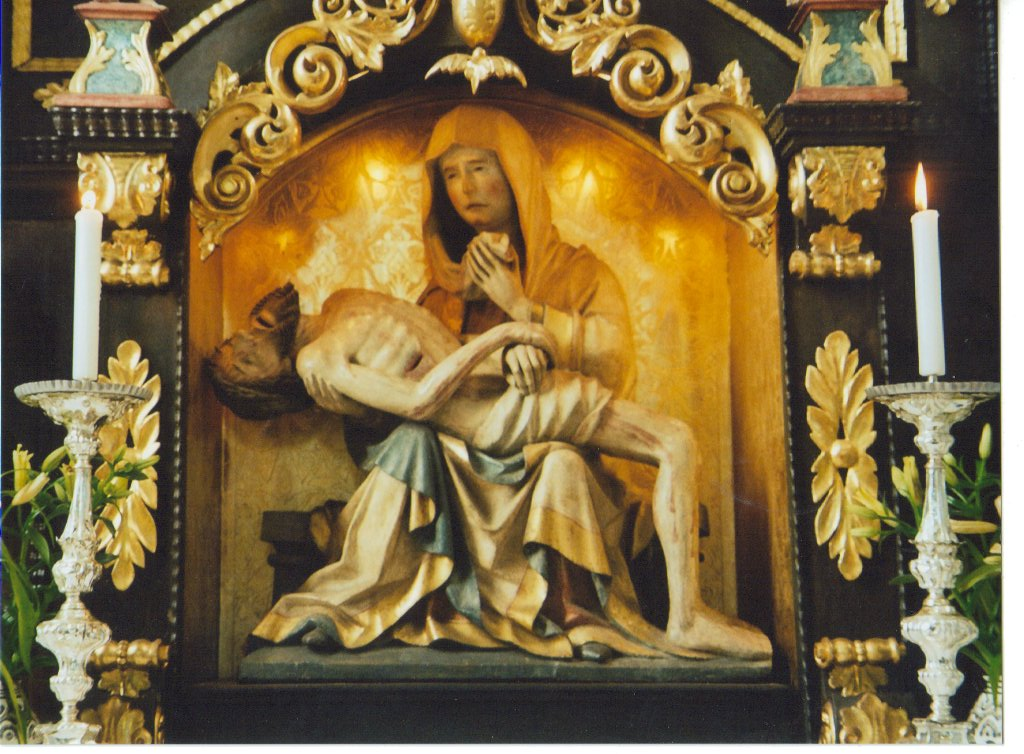
Vesperbild, um 1440/1450, Frauenkapelle, Fischen im Allgäu

Als Meister des Fischener Vesperbildes wird der  spätgotische Bildschnitzer bezeichnet, der um 1440/1450 ein Vesperbild geschaffen hat. Es stellt  Maria als  Schmerzensmutter dar und befindet sich heute in der 1667 erbauten Frauenkapelle in Fischen im Allgäu. Das Gnadenbild zählt zu den besonderen Sehenswürdigkeiten der reich ausgestatteten Kapelle. 
Der Meister des Fischener Vesperbildes war wohl nur im engeren Raum um Fischen tätig.